# Vrahovice
Vrahovice is een dorp en kadastrale gemeente in Tsjechië, in de buurt van Prostějov in de regio Olomouc. Administratief is het een deel van Prostějov. Het dorp heeft ongeveer 3.800 inwoners. In het dorp bevindt zich de spoorweghalte Vrahovice aan de spoorlijn van Nezamyslice naar Olomouc. Er is een kerk, de Sint-Bartholomeüskerk, evenals een postkantoor en een paar kroegen.

## Geschiedenis
Vrahovice werd voor het eerst genoemd in 1337. Het woord "Vrah" betekent "vijand" in het Oud-Tsjechisch. In de Middeleeuwen kende Vrahovice vele eigenaren. De grootste ontwikkeling van het dorp vond plaats in het Interbellum. Na de Tweede Wereldoorlog was er een interneringskamp voor Duitsers, wachtend op hun overdracht. Tussen 1950 en 1954 en sinds 1973 is Vrahovice onderdeel van Prostějov.

## Bekende bewoners
De muzikanten Zdeněk Tylšar en Bedřich Tylšar werden geboren in het dorp en de taalkundige dr. Frantisek Kopečný woonde er vele jaren.

## Verenigingsleven
Spolek za staré Vrahovice is een vereniging die zich bezighoudt met de lokale geschiedenis, de bescherming van het milieu en promotie van Vrahovice. De vereniging heeft er tussen 2010 en 2015 een arboretum gesticht, met bomen uit Europa, Azië en Noord-Amerika.